# Amietophrynus taiensis
Amietophrynus taiensis е вид земноводно от семейство Крастави жаби (Bufonidae). Видът е критично застрашен от изчезване.

## Разпространение
Разпространен е в Кот д'Ивоар.